# Furmark
Furmark — компьютерная программа для проведения тестирования устройств обработки графики. Основан на API OpenGL. Основное предназначение FurMark — тестирование стабильности GPU и оценка производительности.

## Общее описание
Одно из наиболее частых применений FurMark — тестирование видеокарт на стабильность. Программа создаёт сцену, которая оказывает большую нагрузку на графический чип.
В сцене на переднем плане по центру находится динамически двигающийся "меховой" тор. В зависимости от настроек, можно изменить задний фон на динамичный/статичный, использовать динамическую камеру, а также наложить эффекты пост-процессинга. Пользователь также может изменять базовые настройки тестирования, например разрешение, сглаживание, а также настройки нагрузки.
При нажатии на клавишу пробел кольцо удаляется и возвращается на сцену.